# Darty
Darty et fils – francuskie przedsiębiorstwo zajmujące się sprzedażą detaliczną artykułów RTV i AGD, komputerów, oprogramowania oraz sprzętu fotograficznego, stanowiące część grupy Fnac Darty. Siedziba spółki mieści się w Bondy.
Przedsiębiorstwo założone zostało w 1957 roku przez rodzinę Darty – ojca oraz trzech synów: Nathana, Marcela i Bernarda. Otworzyli oni w Montreuil sklep z tekstyliami, jednak wkrótce zrezygnowali oni z dotychczasowego asortymentu na rzecz telewizorów i radioodbiorników. W maju 1968 roku otworzony został pierwszy sklep wielkopowierzchniowy Darty (800 m²). W 1988 roku spółka nabyła 49% udziałów w belgijskiej sieci Vanden Borre, jednocześnie liczba sklepów Darty przekroczyła 100.
W 1993 roku sieć Darty została nabyta przez grupę Kingfisher i połączona wraz z brytyjską siecią Comet w spółkę Kingfisher Electricals S.A. (KESA). Ta została w 2003 roku wydzielona z grupy Kingfisher jako Kesa Electricals z siedzibą w Londynie. Po sprzedaży sieci Comet, do której doszło w 2012 roku, nazwę Kesa Electricals plc zmieniono na Darty plc. W 2016 roku sieć Darty nabyta została przez przedsiębiorstwo Fnac, tworząc grupę Fnac Darty.
W 2017 roku sieć Darty liczyła 350 sklepów we Francji (w tym 132 franczyzowe), 73 w Holandii i 64 w Belgii. W przeszłości sieć Darty obecna była także w Hiszpanii, Szwajcarii, Turcji i we Włoszech.